# Richard Friederich Arens
Pour les articles homonymes, voir Richard Arens et Arens.
Richard Friederich Arens (1919-2000) est un mathématicien américain, spécialiste d'analyse fonctionnelle.
Il est né en Allemagne et a émigré aux États-Unis en 1925.
Il a été professeur à l'UCLA pendant plus de quarante ans, et membre du comité éditorial du Pacific Journal of Mathematics de 1965 à 1979.